# Campeonato de Primera División 1926 (Venezuela)
Año importante para el desarrollo del fútbol caraqueño. El domingo 31 de enero se fundó la Federación Nacional de Fútbol y también se disputó el primer partido oficial dentro de lo que sería la etapa amateur (aficionada) del fútbol caraqueño: 1926-1956, según el listado de campeones que muestra la revista El Desafío de la historia.
El partido inaugural de la temporada 1926 fue entre Centro Atlético Sport Club y Venzóleo, en la que se disputó la Copa Venezuela (trofeo donado por The Caribbean Petroleum Company).

## Equipos participantes
Al final del torneo, y sin saber exactamente cuántos y cuáles equipos participaron, el Centro Atlético Sport Club se llevó el título de campeón y dejó el segundo lugar al Venzóleo.
- Centro Atlético Sport Club:

1. Henríquez
2. Parra León
3. Soriano
4. Russo
5. Juan Jones Parra
6. Chirinos
7. Solís (Peruano)
8. Fernández
9. Maal
10. Bustamente (Peruano)
11. Bermúdez

- Venzóleo:

1. Alfonso Toledo
2. Ernesto Aramburu
3. Luis Hernández "La Cochina"
4. Picón
5. Víctor Lara
6. Blank
7. Ernesto Fushemberger
8. Juan Rodríguez
9. Vicente Ochoa
10. Pedro Armas "El Capacho"
11. Clemente Romero

- La Salle:

Los colegiales Antonio Duplat, Teunis Stolk, Jorge José Rivas, Miguel Torres Cárdenas y Pedro Mendoza formaron un grupo deportivo que se llamó Federación La Salle. El equipo jugaba en el Campo de Deportes que estaba en lo que hoy día es la Avenida O'Higgins, en El Paraíso.
- Deportivo Venezuela:

Se fundó el 15 de noviembre. Aquí su Junta Directiva: Gustavo Ponte (presidente), Gerardo Sansón, Julio Díez, Manuel Guadalajara, Roberto Pérez, Santiago Pérez, Claudio Carrasquero, Antonio Gutiérrez, Leopoldo Márquez, Carlos Eloy Márquez, Carlos Parisca y Roberto Todd. El equipo jugaba por donde hoy día está Puente Dolores.
- El Paraíso Fútbol Club:

Uno de los equipos de la alta clase caraqueña: Alfredo Yáñez, Carlos Ibarra, Raúl García, Carlos Arévalo, Felipe Casanova, Antonio Guzmán Olavarría, Manuel Antonio Matos, Ramón Armando León, Mario García, Roberto Machado Morales y Carlos Larrazábal.

## Trivia
- Uno de los pocos partidos interregionales de la época fue entre el Centro Atlético Sport Club (Caracas) y el Centro Alemán de Puerto Cabello (Carabobo), en el que sólo jugaban alemanes, ya sean nacidos allá o aquí, pero siempre de origen germano. El triunfo fue para los capitalinos por 7-2, en la cancha de Sarría: Henríquez, Bermúdez, Bustamante, Maal, Teasdale (inglés), Russo y Jones marcaron los goles del triunfo.

- De acuerdo con investigaciones en la prensa caraqueña, fue la primera vez que equipos extranjeros que visitaron Caracas: Deportivo Santander (Colombia), que llegó a la capital por carretera desde Maracaibo; y los barcos Valerian (Inglaterra) y Escuela General Baquedano (Chile).

- Las empresas también jugaban al fútbol. Fue por ello que algunos empleados del Banco de Venezuela formaron un equipo para vencer por 4-0 al City National Bank, en la cancha de El Paraíso. Y en otro partido, el mismo Banco de Venezuela pactó 2-2 con los futbolistas del Almacén Americano.

- En el estado Zulia también se jugaba al fútbol. Una prueba fue la actuación del equipo Maracaibo Football Club, integrado, en su mayoría, por jugadores venezolanos (y algunos ingleses) que trabajan en las petroleras de la región.

Centro Atlético Sport Club

Campeón
3.er título